# Coleophora granulatella
Coleophora granulatella é uma espécie de mariposa do gênero Coleophora pertencente à família Coleophoridae.